# Carlos Altamirano Argüello
Carlos Anibal Altamirano Argüello (ur. 13 marca 1942 w Aloasí, zm. 25 września 2015 w Quito) – ekwadorski duchowny katolicki, biskup Azogues w latach 2004-2015.

## Życiorys
Święcenia kapłańskie przyjął 29 czerwca 1966 i został inkardynowany do archidiecezji Quito. Pracował jako proboszcz w Pintaj, Calderón oraz Cotocollao.
3 stycznia 1994 papież Jan Paweł II mianował go biskupem pomocniczym Quito ze stolicą tytularną Ambia. Sakry biskupiej udzielił mu 20 lutego tegoż roku abp Antonio José González Zumárraga.
14 lutego 2004 ogłoszono jego nominację na biskupa Azogues.
Zmarł w szpitalu w  Quito 25 września 2015.